# Johann Eccarius
Johann Georg Eccarius (även känd som John George Eccarius), född 1818 i Friedrichroda, död 1889 i London, var en skräddare och arbetaraktivist från Thüringen. Eccarius var medlem i League of Just och senare i Kommunistiska ligan innan han blev generalsekreterare för International Workmen Association (IWA), allmänt känd som Första Internationalen 1867.